# نیهون‌ماتسو، فوکوشیما
نیهون‌ماتسو در استان فوکوشیما در کشور ژاپن  واقع شده‌است  که دارای جمعیت ۶۱٬۶۹۸ نفر و مساحت ۳۴۴٫۶۵ کیلومتر مربع با تراکم جمعیت ۱۷۹  نفر در کیلومترمربع است و در تاریخ ۱ دسامبر ۲۰۰۵ به عنوان شهر شناخته شد.